# Necromys temchuki
Necromys temchuki là một loài động vật có vú trong họ Cricetidae, bộ Gặm nhấm. Loài này được Massoia mô tả năm 1982.